# Dick Tol
Dick Tol (21. srpna 1934 Volendam, Nizozemsko – 13. prosince 1973 Amsterdam, Nizozemsko) byl nizozemský poloprofesionální fotbalista. Hrával na pozici útočníka a celou kariéru strávil v klubu RKSV Volendam.
V sezóně 1961/62 se stal s 27 vstřelenými brankami nejlepším střelcem nizozemské ligy. Po ukončení hráčské kariéry se stal trenérem Volendamu.